# Cabillus
Cabillus es un género de peces de la familia de los Gobiidae en el orden de los Perciformes.

## Especies
Las especies que conforman este género son:
- Cabillus atripelvicus
- Cabillus caudimacula
- Cabillus lacertops
- Cabillus macrophthalmus
- Cabillus nigrostigmus, endémica del Mar Rojo.
- Cabillus tongarevae